# Municipio de Hickory Grove (Misuri)
El municipio de Hickory Grove (en inglés: Hickory Grove Township) es un municipio ubicado en el condado de Warren en el estado estadounidense de Misuri. En el año 2010 tenía una población de 9326 habitantes y una densidad poblacional de 47,83 personas por km².

## Geografía
El municipio de Hickory Grove se encuentra ubicado en las coordenadas 38°46′50″N 91°1′12″O / 38.78056, -91.02000. Según la Oficina del Censo de los Estados Unidos, el municipio tiene una superficie total de 195 km², de la cual 190.6 km² corresponden a tierra firme y (2.25%) 4.4 km² es agua.

## Demografía
Según el censo de 2010, había 9326 personas residiendo en el municipio de Hickory Grove. La densidad de población era de 47,83 hab./km². De los 9326 habitantes, el municipio de Hickory Grove estaba compuesto por el 91.68% blancos, el 3.16% eran afroamericanos, el 0.26% eran amerindios, el 0.39% eran asiáticos, el 0.02% eran isleños del Pacífico, el 2.09% eran de otras razas y el 2.4% pertenecían a dos o más razas. Del total de la población el 4.45% eran hispanos o latinos de cualquier raza.